# Stinson SM-6000
Die dreimotorige Stinson SM-6000 Air Liner, auch als Stinson Model T und Stinson Trimotor bezeichnet, war das erste vom US-amerikanischen Hersteller Stinson Aircraft Company produzierte Verkehrsflugzeug. Aus dem Hochdecker ging im Jahr 1932 die ebenfalls dreimotorige Stinson Model U hervor. Diese besaß zwei zusätzliche Stummelflügel, an denen das Fahrwerk und die seitlichen Triebwerke montiert waren.

## Geschichte

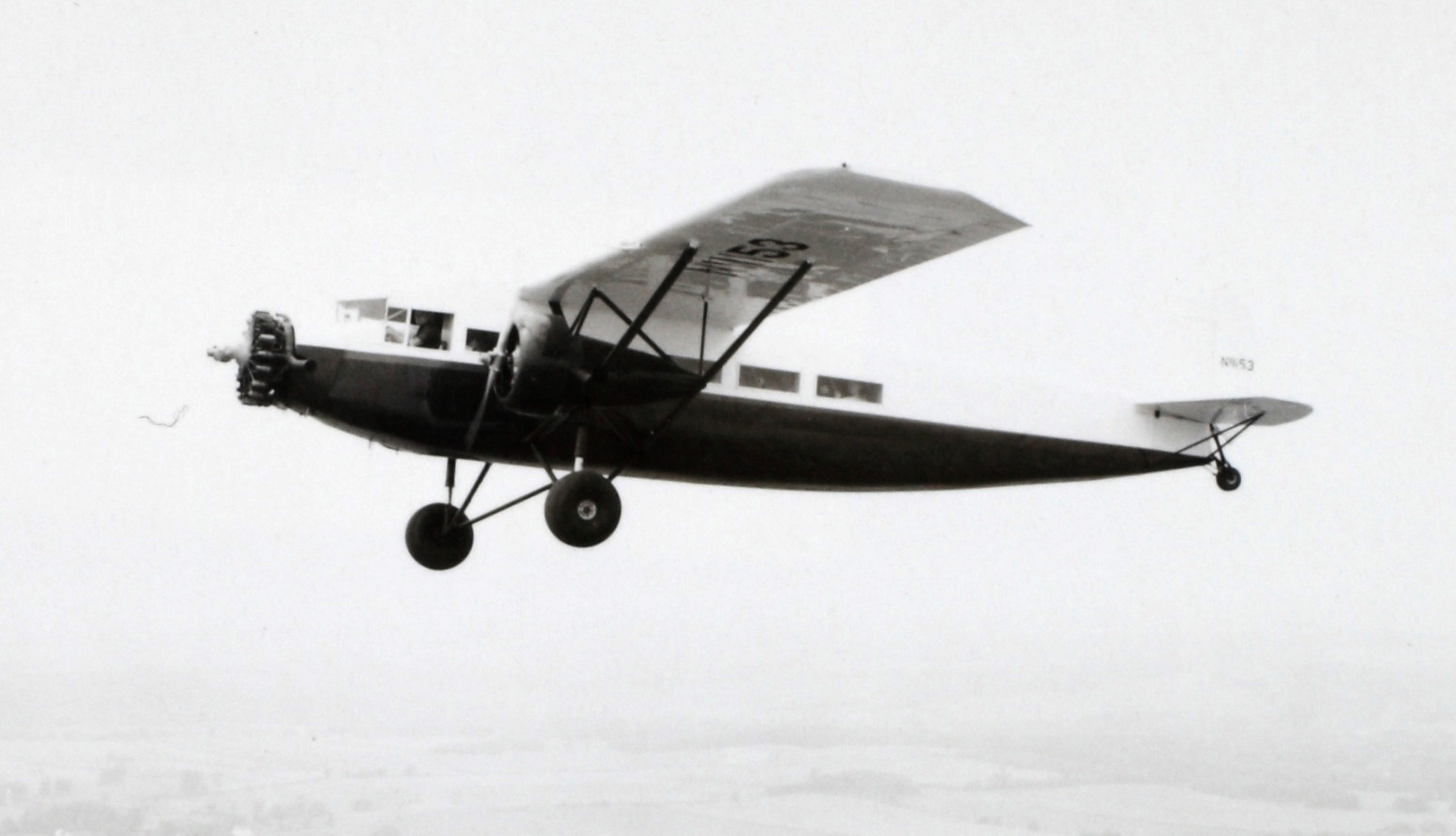
Die NC-11153, die Anfang 1931 als siebente Stinson SM-6000-B gefertigt wurde, gehört heute dem Golden Wings Flying Museum

Im Jahr 1929 kaufte die Holding Cord Corporation den im Jahr 1926 in Detroit gegründeten Flugzeughersteller Stinson Aircraft Company auf und schloss ihre Corman Aircraft Company mit diesem Unternehmen zusammen. Durch die Fusion gelangte Stinson Aircraft an mindestens zwei Prototypen, welche als Corman 3000 und Corman 6000 bezeichnet wurden. Aufgrund der ansteigenden Passagierzahlen im US-Luftverkehr setzte das Unternehmen die Entwicklung des dreimotorigen Passagierflugzeugs fort, welches von Corman Aircraft als kleineres aber deutlich preisgünstigeres Konkurrenzmodell zur Ford Trimotor und Fokker F-10 konzipiert worden war. Der größere der zwei Prototypen wurde daraufhin modifiziert.
Die aus der Corman 6000 abgeleitete Stinson SM-6000 Air Liner absolvierte im Frühjahr 1930 ihren Erstflug. Parallel zur Flugerprobung begann die Serienfertigung. Die ersten sieben Serienmaschinen wurden zum Stückpreis von 23.900 US-Dollar an Ludington Airlines verkauft. Der Flugzeugtyp bekam am 10. Juli 1930 seine behördliche ATC-Zulassung (Approved Type Certificate). Kurz darauf stellte Ludington Airlines ihre Maschinen auf der Linenroute von New York über Philadelphia nach Washington in Dienst. Stinson Aircraft senkte gleichzeitig den ohnehin niedrigen Verkaufspreis auf 18.000 US-Dollar, um mehr Kunden zu gewinnen. Allerdings konnten zunächst nur drei weitere Maschinen verkauft werden. Ein wesentlicher Grund lag darin, dass der SM-6000 ein Frachtraum fehlte und somit auf den Passagierflügen keine Luftpost mitnehmen konnte, was sie für viele Gesellschaften uninteressant machte.
Stinson Aircraft bot ab Herbst 1930 zunächst verschiedene Umbaumöglichkeiten für die bereits ausgelieferten Maschinen an, welche nach den Modifikationen die Bezeichnung SM-6000-A erhielten. Hierzu zählten unter anderem die Umrüstung des Cockpits für zwei Piloten, neue Funk- und Navigationsgeräte, eine modernisierte Inneneinrichtung sowie der Einbau eines Frachtabteils im hinteren Kabinenabschnitt, wodurch die Maschine aber nur noch acht Passagiere befördern konnte. Der Umfang und die Art des Umbaus war vom Kunden frei wählbar. Es ist nicht auszuschließen, dass einige SM-6000 bereits mit diesen Verbesserungen ausgeliefert wurden.
Am 23. April 1931 erhielt die SM-6000-B ihre Typenzulassung, welche werkseitig bereits eine verbesserte Innenausstattung hatte und wahlweise auch mit Triebwerksverkleidungen aus Metall sowie stromlinienförmigen Radabdeckungen erhältlich war. Angeboten wurden die Grundversionen SM-6000-B1, ein reines Passagierflugzeug für zehn Fluggäste mit Handgepäck, sowie die SM-6000-B2, welche ein Frachtabteil und je nach dessen Größe acht oder neun Passagiersitze besaß. Bestellungen gingen unter anderem von Boston-Maine Airways, Delta Air Lines und Pennsylvania Air Lines ein.
Die aus der Stinson SM-6000-B entwickelte, ebenfalls für zehn Passagiere ausgelegte Model U bekam am 12. Mai 1932 die Typenzulassung. Sie besaß ein höheres Startgewicht, eine verlängerte Flügelspannweite, einen etwas größeren Rumpf und leistungsstärkere Motoren, die an neuen Stummelflügeln montiert waren. In diesen Stummelflügeln befanden sich auch die Frachtabteile. Um mehr Stauraum zu schaffen, ließen sich bei Bedarf zwei Passagiersitze hinter dem Cockpit ausbauen. Das Flugzeug wurde mit verschiedenen Kabinenausstattungen angeboten, darunter auch als luxuriöse Club-Version, und besaß im Gegensatz zur SM-6000 einen Waschraum mitsamt Toilette im hinteren Kabinenteil. Hauptkunde der Model U war American Airways, die mindestens sechzehn werksneue Flugzeuge übernahm und den Typ bis ins Jahr 1936 betrieb. Die Fertigung der Baureihe lief Anfang 1934 aus, nachdem Stinson Aircraft die Model A als Nachfolgerin der Model U präsentiert hatte. National Airlines System übernahm im Anschluss mehrere ausgemusterte Maschinen von American Airways und erwarb zusätzlich auch den Prototyp der Model U direkt von der Stinson Aircraft Company.

## Konstruktion

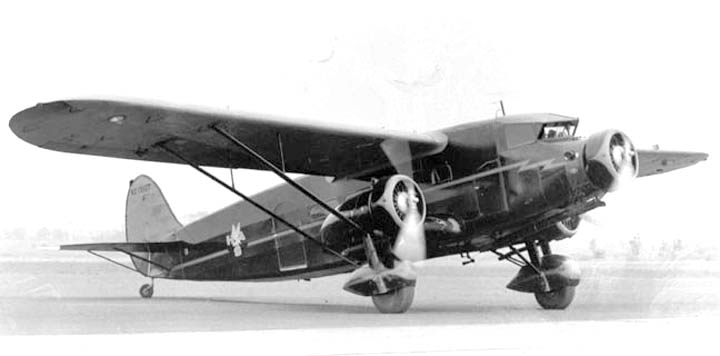
Eine Stinson Model U, deren Triebwerke nicht an den Tragflächen, sondern an zwei Stummelflügeln befestigt waren.

Die Stinson SM-6000 war als Hochdecker mit abgestrebten Tragflächen zur Beförderung von zehn Passagieren ausgelegt. Sie besaß ein starres, hydraulisch gefedertes Hauptfahrwerk mit Hecksporn. Das Flugzeug wurde von drei Neunzylinder-Sternmotoren des Typs Lycoming R-680 mit einer Leistung von je 160 kW (215 PS) angetrieben, von denen zwei beidseitig an Gondeln unterhalb der Tragflächen und der dritte an der Flugzeugnase montiert waren. Der Rumpf bestand aus einer geschweißten Stahlrohr-Konstruktion. Der vordere Rumpfteil und das Cockpit hatten eine Verkleidung aus Duraluminiumblech, die sonstigen Rumpfabschnitte sowie das Leitwerk lediglich eine Stoffbespannung. Die beheizte und mit Holz ausgekleidete Kabine bot Platz für zehn Fluggäste, deren Einzelsitze entlang des Mittelgangs paarweise in fünf Reihen angeordnet waren. Die Tragflächen, in denen auch die Treibstofftanks lagen, besaßen Stahlrohre als Flügelholme und eine Blechverkleidung entlang der Vorderkante. Die anderen Bereiche der Tragfläche waren mit Stoff bespannt. Das Flugzeug besaß sehr gute Langsamflugeigenschaften und ließ sich daher auch von besonders kurzen Start- und Landebahnen einsetzen.
Die aus der SM-6000 entwickelte Model U beruhte weitgehend auf der gleichen Grundkonstruktion, erhielt aber aus aerodynamischen Gründen zusätzliche Stummelflügel, an denen das Hauptfahrwerk montiert war und an deren Enden die seitlichen Triebwerke saßen. Durch die Umwandlung in einen Anderthalbdecker konnte man die Fahrwerksträger einkürzen sowie auf die rumpfseitigen Tragflächenstreben und auf das Gestänge der Triebwerksgondeln verzichten. Hierdurch verbesserte sich das Strömungsprofil des Flugzeugs.

## Versionen

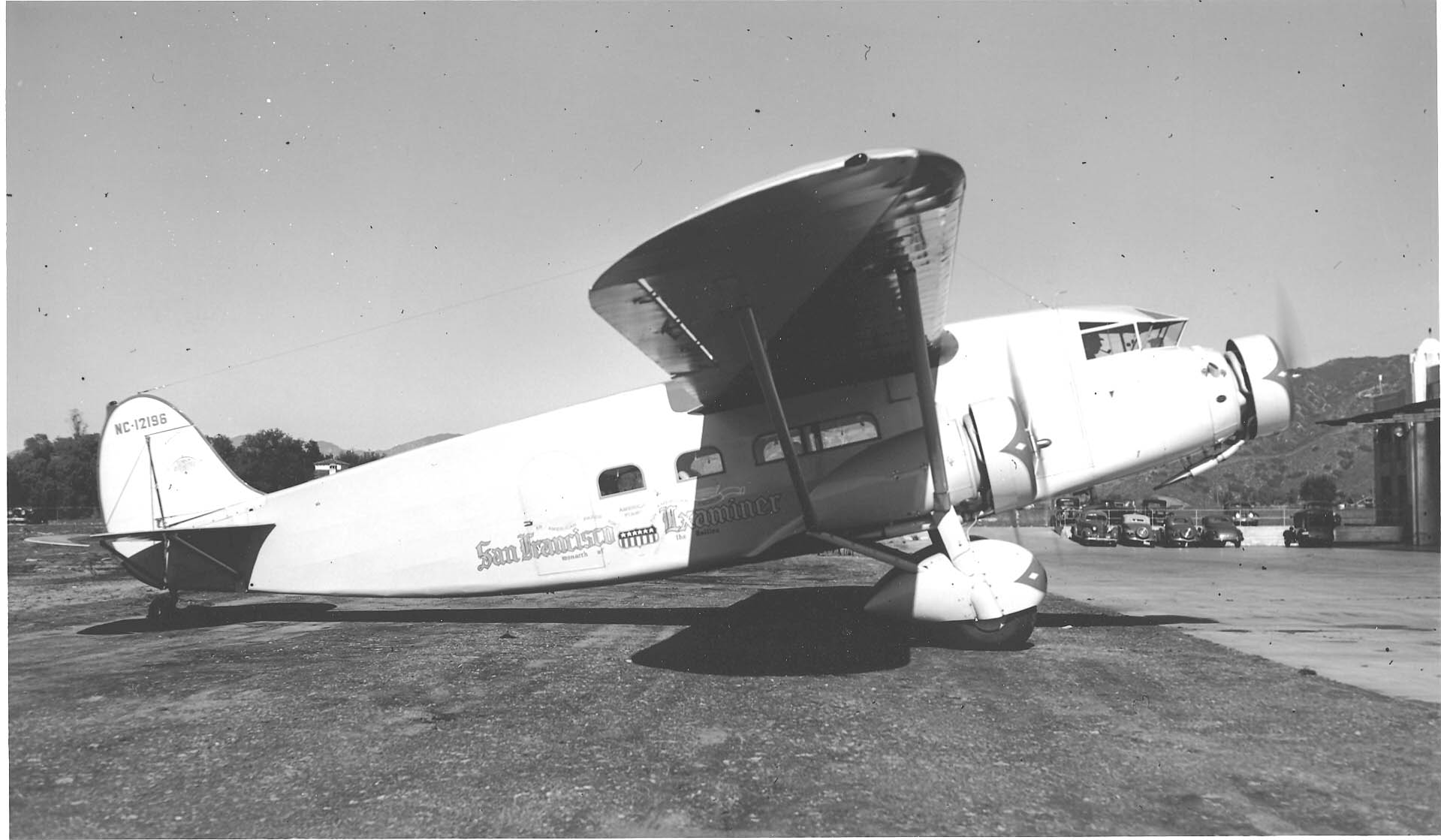
Der San Francisco Examiner erwarb eine werksneue Model U für Geschäftsflüge.

Corman 6000im Jahr 1929 von der Corman Aircraft Company übernommener siebensitziger Prototyp, der anschließend umgebaut wurde.
SM-6000Serienversion mit drei 215 PS (160 kW) starken Motoren des Typs Lycoming R-680, ausgelegt für zehn Passagiere und einen Piloten, zehn gebaute Maschinen sowie einige (vermutlich vier) Vorserienflugzeuge.
SM-6000-Adie Version entstand aus dem nachträglichen Umbau bereits ausgelieferter SM-6000; angeboten wurden zahlreiche, vom Kunden wählbare Detailverbesserungen, darunter auch eine neue Kabinenauslegung zur gleichzeitigen Beförderung von Passagieren und Fracht.
SM-6000-BSerienversion, die ab Frühjahr 1931 mit den verbesserten Standards der SM-6000-A ausgeliefert wurde. Werkseitig angeboten wurden die SM-6000-B1 zur Beförderung von zehn Passagieren sowie die SM-6000-B2 mit einer Kabinenauslegung zur gleichzeitigen Beförderung von Fluggästen und Fracht. Daneben fertigte Stinson Aircraft zwei Maschinen mit luxuriöser Innenausstattung als Privatflugzeuge. Insgesamt wurden 42 SM-6000-B gebaut.
Model Uab 1932 angebotenen Serienversion auf Basis der SM-6000-B (bzw. Model T), aber mit verlängerter Spannweite, drei 240 PS (176 kW) starken Motoren des Typs Lycoming R-680-BA und zusätzlichen Stummelflügeln, an denen das Hauptfahrwerk, die beiden seitlichen Triebwerke sowie die Tragflächenverstrebungen befestigt waren. Insgesamt wurden 23 Model U gefertigt, dazu zählen ein Geschäftsreiseflugzeug und eine als Model U-1 bezeichnete Maschine mit Wright-Motoren, die Eastern Air Transport erhielt.
C-91Bezeichnung der USAAF für eine SM-6000-A, die im Jahr 1942 als militärisches Transportflugzeug requiriert wurde.

## Technische Daten
| Kenngröße             | Stinson SM-6000-B (Model T)                                                                                | Stinson Model U                                                                                     |
| --------------------- | --- | --------------------------------------------------------------------------------------------------- |
| Besatzung             | 1 (wahlweise 2)                                                                                            | 2                                                                                                   |
| Passagiere            | 10 | 10                                                                                                  |
| Länge                 | 13,05 m | 13,79 m                                                                                             |
| Spannweite            | 18,29 m | 20,17 m (Tragfläche) 4,34 m (Stummelflügel)                                                         |
| Höhe                  | 3,65 m | 3,81 m                                                                                              |
| Flügelfläche          | 45,52 m²                                                                                                   | 47,75 m² (Tragfläche) 5,01 m² (Stummelflügel)                                                       |
| Flügelstreckung       | 7,3 | 8,5                                                                                                 |
| Leermasse             | 2572 kg | 2825 kg bis 2857 kg (abhängig von Kabinenausstattung)                                               |
| max. Startmasse       | 3901 kg | 4218 kg bis 4264 kg (abhängig von Kabinenausstattung)                                               |
| max. Zuladung         | 726 kg (bei maximaler Tankfüllung)                                                                         | 1392 kg bis 1406 kg (abhängig von Kabinenausstattung)                                               |
| Reisegeschwindigkeit  | 185 km/h (zwei Triebwerke verkleidet, ohne Radabdeckungen) 196 km/h (alle Triebwerke und Räder verkleidet) | 198 km/h                                                                                            |
| Höchstgeschwindigkeit | 222 km/h (zwei Triebwerke verkleidet, ohne Radabdeckungen) 235 km/h (alle Triebwerke und Räder verkleidet) | 233 km/h                                                                                            |
| Steigrate             | 3,5 m/s (auf Meereshöhe)                                                                                   | 4,5 m/s (auf Meereshöhe)                                                                            |
| Dienstgipfelhöhe      | 4420 m | 4420 m                                                                                              |
| Reichweite            | 789 km | 708 km bis 804 km (abhängig von Kabinenausstattung)                                                 |
| Tankgröße             | 605 l | 605 l                                                                                               |
| Triebwerke            | drei Neunzylinder-Sternmotoren des Typs Lycoming R-680 mit einer Leistung von je 160 kW (215 PS)           | drei Neunzylinder-Sternmotoren des Typs Lycoming R-680-BA mit einer Leistung von je 176 kW (240 PS) |

## Erhaltene Exemplare

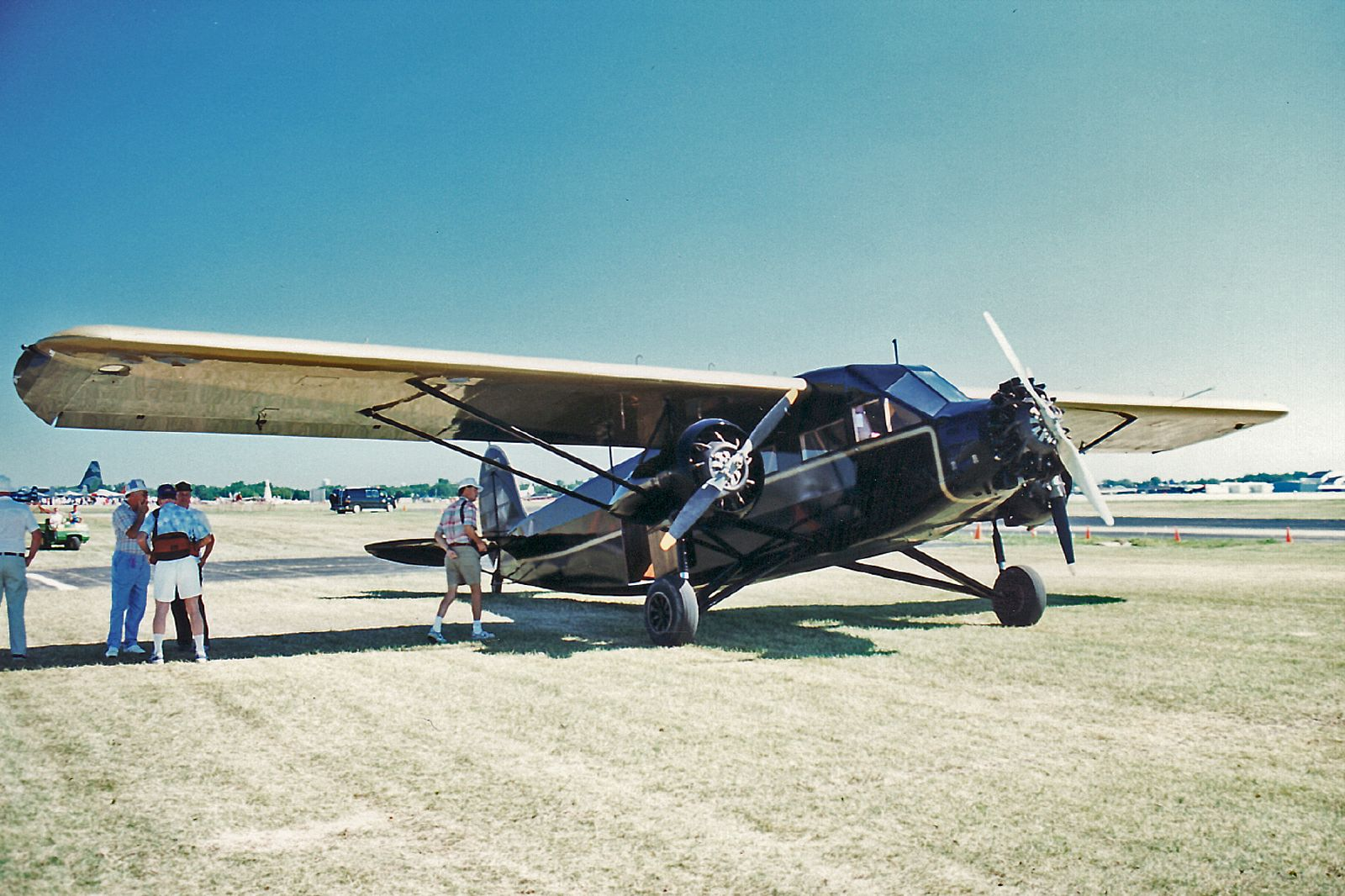
Stinson SM-6000-B, NC-11170

Von der Model U blieben keine, von der Stinson SM-6000 zwei Maschinen erhalten:
- Die als siebente gefertigte SM-6000-B (Seriennummer: 5021), die am 10. März 1931 von der neu gegründeten Century Air Lines bestellt und von dieser mit dem Kennzeichen NC-11153 in Dienst gestellt wurde. American Airways kaufte dieses Unternehmen Anfang April 1932 auf und setzte die Maschine danach selbst bis etwa Ende 1934 ein. Nach weiteren Besitzerwechseln und verschiedenen Umbauten, darunter auch eine Umrüstung zum Sprühflugzeug, wurde im Jahr 1965 mit der originalgetreuen und lufttüchtigen Restaurierung des Flugzeugs begonnen. Es gehört heute dem Golden Wings Flying Museum in Blaine (Minnesota) und trägt wieder die Bemalung der American Airways (siehe Foto in der Infobox).[10][4]
- Die neunte gefertigte SM-6000-B (Seriennummer: 5023, Kennzeichen: NC-11170), die ebenfalls an Century Air Lines ausgeliefert und später von American Airways übernommen wurde, gehört heute zum Bestand des privaten Luftfahrtmuseums Fantasy of Flight in Polk City (Florida). Auch dieses Flugzeug, das im Jahr 1970 abgestellt in Alaska entdeckt wurde, befindet sich wieder in einem lufttüchtigen Zustand.[11][12][4][13]